# Arbnež
Arbnež (cyr. Арбнеж) – wieś w Czarnogórze, w gminie Bar. W 2011 roku liczyła 338 mieszkańców.